# Sorghaghtani Beki
Sorghaghtani Beki eller Sorkaktani, född ca 1183, död 1252, var en drottning under Mongolväldet, maka till Tolui och mor till två khaner.

## Biografi
Sorkaktani var kerait och nestorian. Hennes far Jakha Gambu var yngre bror till keraiternas khan Toghril, som var blodsbroder med Djingis khans far Yesugei. Efter att  Djingis khan 1203 erövrat keraiterna förenade han stammarna med flera äktenskap och den då ungefär tjugoåriga Sorkaktani blev hustru till Djingis son Tolui. Sex år senare födde hon sin första son; Möngke. Hon födde senare även sönerna Khubilai khan, Hülegü och Ariq Böke.
Efter att Djingis khan avlidit fick hans yngsta son Tolui makten över det mongoliska kärnområdet, vilket även satte Sorkaktani i en maktposition. Tolui avled 1232 efter att offrat sitt liv för att rädda Ögödei. Ögödei gav därmed Sorkaktani makten att kontrollera all Toluis egendom, och hon blev mongolväldets drottning. Hon fick en egen arme på ungefär 13 000 soldater och ett eget landområde i Hebeiprovisen.
Sorkaktani avled 1252 och fick 1310 postumt titeln kejsarinna.